# Суглобова западина лопатки

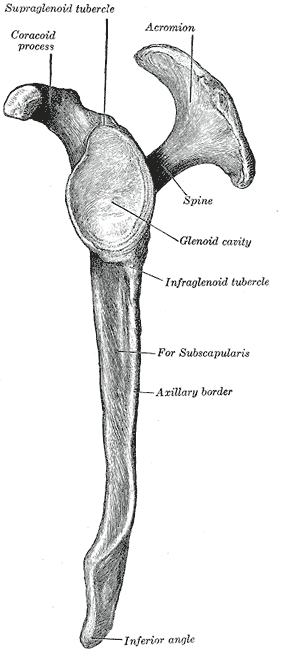
Латеральний вид лівої лопатки людини (ґленоїд — Glenoid cavity)

Сугло́бова запа́дина лопа́тки — невелика западина верхньої частини лопатки, сформована лопаткою і коракоїдом, якою плечова кістка з'єднується з грудним поясом.
До поверхні западини прикріплюється хрящ, який є дуже вразливим до розриву, що пов'язано, як правило, з повторюваними рухами плечей.
Завдяки тому, що суглобова западина лопатки є неглибокою, плечовий суглоб має найбільшу рухливість серед усіх суглобів людського тіла (до 120° вільного руху).